# 7
Cette page concerne l'année 7  du calendrier julien. Pour l'année 7 av. J.-C., voir 7 av. J.-C. Pour le nombre 7, voir 7 (nombre).
L'année 7 est une année commune qui commence un samedi.

## Événements
- Publius Quinctilius Varus est nommé gouverneur de Germanie. Il est chargé d’organiser la province entre le Rhin et l'Elbe. Il effectue le recensement, perçoit des tributs, recrute des soldats, impose le droit romain, ce qui provoque le mécontentement des Germains[1].

- Germanicus est envoyé en renfort en qualité de questeur contre les Dalmates et les Pannoniens révoltés avec des troupes d'Italie. Les légions de Aulus Caecina Severus, venues de Mésie, et celles de Marcus Plautius Silvanus, venues d'Asie, tombent dans une embuscade dans la vallée de la Save, dont elles sortent victorieuses, et parviennent à faire leur jonction avec Tibère[2].

- Exil d'Agrippa Postumus à Surrentum[2].
- Parthie : assassinat d'Orodès III. Couronnement de Vononès Ier, fils de Phraatès IV, après avoir été longtemps otage à Rome[2].
- Osroène : fin du premier règne du roi Abgar V (Ukomo Bar Ma'Nu) d'Édesse[3].

- Strabon publie sa Géographie (une seconde version aurait été publiée en 18-19)[4].

## Naissances en 7
- Drusus Caesar, fils de Germanicus et d'Agrippine l'Aînée.
- Cnaeus Domitius Corbulo, consul romain.

## Décès en 7
- Athénodore le Cananite, philosophe stoïcien grec.